# Dialogevangelium
Dialogevangelium bezeichnet eine Gattung antiker christlicher Offenbarungsschriften. Beispiele sind bekannt vor allem aus dem gnostischen Schrifttum, aber auch aus der nicht-gnostischen apokryphen Literatur.
Ein Dialogevangelium besteht aus einem Dialog zwischen dem auferstandenen Jesus und seinen Jüngern (einzelne Jünger oder Gruppen). Dabei stellen die Jünger meist kurze Fragen, auf die Jesus mit Lehrreden, Gleichnissen und Mahnungen erwidert. Häufig gibt es einen Rahmen in Form einer die Dialogsituation beschreibenden Erzählung oder eines Briefes.
Beispiele für Vertreter der Gattung sind:
- Sophia Jesu Christi
- Brief des Jakobus
- Brief des Petrus an Philippus
- Apokryphon des Johannes
- Epistula Apostolorum
- Evangelium der Maria